# Saint-Sorlin-en-Valloire

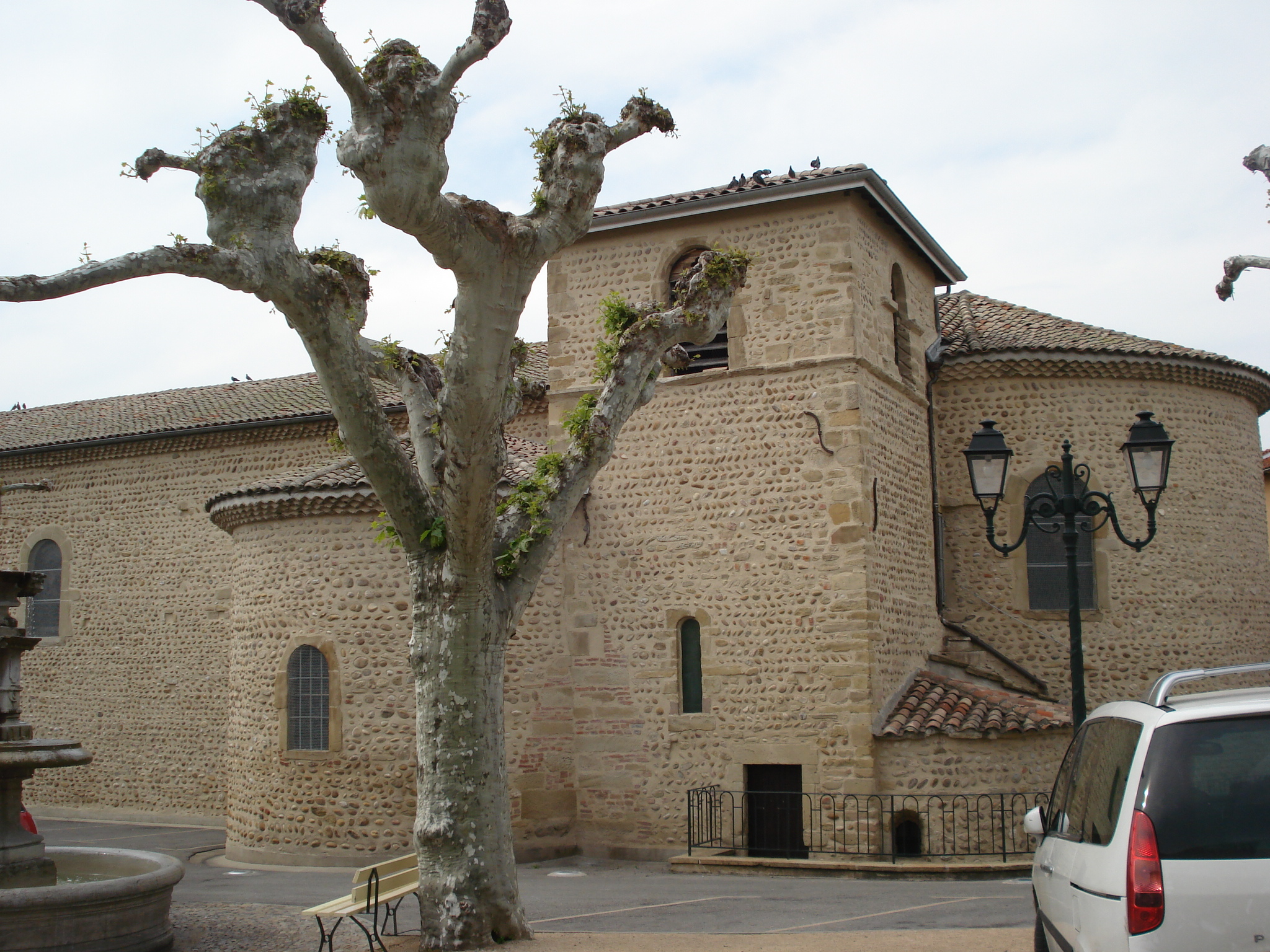
Kościół św. Saturnina z XII wieku, 2008

Saint-Sorlin-en-Valloire – miejscowość i gmina we Francji, w regionie Owernia-Rodan-Alpy, w departamencie Drôme.
Według danych na rok 1990 gminę zamieszkiwały 1452 osoby, a gęstość zaludnienia wynosiła 55 osób/km² (wśród 2880 gmin regionu Rodan-Alpy Saint-Sorlin-en-Valloire plasuje się na 582. miejscu pod względem liczby ludności, natomiast pod względem powierzchni na miejscu 303.).